# Phrynobatrachus fraterculus
Phrynobatrachus fraterculus és una espècie de granota que viu a Costa d'Ivori, Guinea, Libèria, Sierra Leone i, possiblement també, a Guinea Bissau.
Està amenaçada d'extinció per la pèrdua del seu hàbitat natural.